# Петаччи, Клара
Клари́че Пета́ччи (итал. Clarice Petacci; известная также как Кла́ра или Кларе́тта (итал. Clara, итал. Claretta); 28 февраля 1912, Рим — 28 апреля 1945, Медзегра) — последняя любовница Бенито Муссолини. Убита вместе с ним.

## Биография
Родилась в семье врача Франческо Саверио Петаччи, руководившего клиникой в Риме и одно время бывшего личным врачом папы Пия XI. С раннего детства стала фанатичной поклонницей Муссолини. Она писала ему письма, которые, однако, не доходили до Муссолини, оседая в секретариате. 24 апреля 1932 года она встретилась на автомобильной прогулке с Муссолини и сумела обратить на себя его внимание, после чего между ними завязались отношения. К тому времени она была невестой лейтенанта Военно-Воздушной академии Риккардо Федериче (развелась с ним в 1936 г.). Муссолини также был женат (на Ракеле Муссолини); разница в возрасте между ним и Кларой составляла почти 30 лет.
Близость Клары к Муссолини повысила статус семьи Петаччи, создав возможности для фаворитизма и коррупции, главным действующим лицом которой явился её брат Марчелло Петаччи. В 1939 г. Клара получила роскошную виллу «Камилучча» в центре Рима.
После свержения Муссолини Клара была арестована (25 июля 1943) и содержалась под арестом до 8 сентября, когда была освобождена после подписания перемирия в Кассибиле. После этого семья Петаччи переезжает в Северную Италию, находившуюся под контролем немецких войск. Ей была предоставлена вилла в Гародоне, близ «столицы» Муссолини — Сало.
23 апреля семья Петаччи, находившаяся в Милане (кроме Клары и Марчелло, бывших при Муссолини), была переправлена на самолете в Мадрид.

## Расстрел
27 апреля 1945 года Муссолини вместе с Кларой и несколькими фашистскими лидерами пытался покинуть Италию на автомобиле, двигаясь в колонне немецких грузовиков. Однако эскорт был остановлен пикетом 52-й гарибальдийской бригады (командир — «Педро» — граф П. Беллини делла Стелле, комиссар — «Билл» — У. Лаццаро). После перестрелки партизаны согласились пропустить немцев, при условии выдачи им итальянских фашистов. Муссолини попытались выдать за немца, переодев в форму унтер-офицера люфтваффе, в связи с чем они с Кларой вынуждены были разделиться. Однако комиссар Билл и партизан-коммунист Д. Негри опознали Муссолини, после чего он был арестован, а Петаччи добровольно присоединилась к нему. Фашисты создали группу для освобождения Муссолини, но она была задержана партизанами-коммунистами. Муссолини и Петаччи были направлены в деревеньку Джулино-ди-Медзегра, где содержались в крестьянском доме в условиях строгой конспирации. Между тем, союзническое командование, узнав об аресте Муссолини, настойчиво требовало от Комитета национального освобождения передачи диктатора ему. Не желая отдавать Муссолини американцам, группа коммунистических членов КНО приняла решение о казни диктатора. С этой целью в Джулино-ди-Медзегра был направлен с отрядом полковник Валерио (Вальтер Аудизио), снабженный мандатом, от имени КНО облекавшим его чрезвычайными полномочиями. Муссолини и Петаччи вывезли к вилле Бельмонте, у забора которой было решено расстрелять Муссолини. Аудизио предложил Петаччи отойти в сторону, но она, вцепившись в рукав Муссолини, пыталась заслонить его своим телом. В результате она погибла вместе с Муссолини.
Тела Муссолини и Петаччи были привезены в Милан, где на автозаправке у площади Пьяцца Лорето их повесили вверх ногами. Вместе с ними были повешены тела ещё нескольких лидеров Республики Сало, казнённых партизанами. После этого веревки подрезали, и тела некоторое время лежали в сточной канаве. 1 мая Муссолини и Петаччи были похоронены на миланском кладбище Чимитеро Маджоре, на участке для бедных.
Марчелло Петаччи был убит в один день с сестрой, в перестрелке с партизанами при попытке бежать в Швейцарию с большой суммой денег и ценностей.